# میزیلمری
میزیلمری (به ایتالیایی: Misilmeri) یک کومونه در ایتالیا است که در استان پالرمو واقع شده‌است.

## خصوصیات
میزیلمری ۶۹ کیلومترمربع مساحت و ۲۸٬۰۷۴ نفر جمعیت دارد و ۱۲۹ متر بالاتر از سطح دریا واقع شده‌است.